# Polyxenia von Baer
Polyxenia von Baer, auch Ena von Baer (* 5. Märzjul. / 18. März 1904greg. in Noworossijsk, Russisches Kaiserreich; † 31. Januar 1983 in West-Berlin) war eine deutsch-russische Übersetzerin.

## Leben und Wirken
Polyxenia stammte väterlicherseits aus dem deutschbaltischen Adelsgeschlecht von Baer in Estland. Ihr Urgroßvater Karl Ernst von Baer war ein bedeutender Naturwissenschaftler. Ihr Vater Ferdinand von Baer war Weinbauingenieur. Ihre Mutter Barbara Tatarinowa stammte mütterlicherseits aus dem russischen Adelsgeschlecht Gagarin, ihre Großmutter mütterlicherseits hieß Polyxenia. Sie hatte drei Geschwister.
Polyxenia wuchs im Kaukasus am Schwarzen Meer auf. 1943 lebte sie als journalistisch tätige Dolmetscherin in Petkus bei Berlin, wo auch ihr Bruder Valerian/Erik mit seiner Familie lebte (die dann 1948 nach Chile auswanderte, wo dessen Enkelin Ena von Baer später Regierungssprecherin und Senatorin wurde).
Seit 1948 erschienen Übersetzungen von Ena von Baer für verschiedene ostdeutsche Verlage. Sie starb 1983 in West-Berlin.

## Publikationen (Auswahl)
Von Baer übersetzte etwa 20 Bücher aus dem Russischen ins Deutsche, sowie weitere Erzählungen und Gedichte in verschiedenen Zeitschriften,  vor allem von klassischen und zeitgenössischen Autoren. Bei einem Briefwechsel von Peter Tschaikowski war sie auch Mitherausgeberin.
- Der Stein des Glücks. Kaukasische Legenden, nacherzählt von Ena von Baer, Mitteldeutsche Verlagsanstalt Halle/Saale, 1948.
- Leonid Solowjow: Chodscha Nasr ed-din. Aufbau, Berlin, 1948, mehrere Neuauflagen, erste deutsche Übersetzung dieses Buches
- J. S. Chatschatrianz: Armenische Novellen. 1949.
- Alexej Koshewnikow: Bruder des Ozeans. Lucie Groszer, Berlin 1949, wahrscheinlich Kinderbuch.
- Sergej Mstislawski: Die Krähe ist ein Frühlinhsvogel. Lied der Zeit, Leipzig, 1950,  mehrere Ausgaben in verschiedenen Verlagen.
- Michail Saltykow-Schtschedrin, Die Herren Golowlew. Rütten & Loening, 1952, mindestens eine Neuauflage.
- Iwan Turgenjew: Erste Liebe und weitere Novellen. Dieterichs, Leipzig 1953, etwa acht Neuauflagen und Neuausgaben in verschiedenen Verlagen.
- Konstantin Fedin: Die Brüder. Insel, Leipzig 1954, mindestens eine Neuauflage.
- Konstantin Ziolkowski: Auf dem Monde. Eine phantastische Erzählung, Verlag Neues Leben, Berlin 1956, Science Fiction.
- Lew Tolstoi: Die Kreutzersonate. Verlag der Nation, Berlin 1960, mehrere Neuauflagen.
- Iwan Turgenjew: Ein König Lear der Steppe. Insel, Leipzig 1960, mindestens eine Neuauflage.
- Michail Glinka: Aufzeichnubgen aus meinem Leben. Henschel, 1961, eine Lizenzausgabe in Wiesbaden 1969.
- Pjotr Pawlenko: Sturm über dem Kaukasus. Verlag der Nation, Berlin 196, mindestens eine Neuauflage.
- Nikolai Leskow: Irrlichter, Verlag der Nation, Berlin 1963.
- Alexander Herzen: Die diebische Elster, Reclam, Leipzig 1963.
- Teure Freundin. Peter Tschaikowskis Briefwechsel mit Nadeshda von Meck. List, Leipzig 1964, auch als Herausgeberin, mehrere Neuauflagen
- Grigori Danilewski, Moskau in Flammen, Verlag der Nation, Berlin 1964.
- Jurij Kalugin: Fürstin Wolkonskaja. Verlag der Nation, Berlin [1965].
- Lew Tolstoi: Die Pilgerfahrt nach Jerusalem. Evangelische Verlags-Anstalt, Berlin 1965.